# Allison Janney
Allison Brooks Janney (ur. 19 listopada 1959 w Dayton) – amerykańska aktorka filmowa, telewizyjna i teatralna. Zdobywczyni Nagrody Oscara za rolę w filmie Jestem najlepsza. Ja, Tonya.

## Życiorys
Grała m.in. rolę C.J. Cregg, fikcyjnej urzędniczki wysokiego szczebla (najpierw sekretarza prasowego, a potem szefa administracji prezydenckiej) w Białym Domu, w którą wcielała się przez siedem lat w serialu Prezydencki poker (1999-2006). Rola ta przyniosła jej cztery statuetki Emmy, w tym dwie dla najlepszej aktorki pierwszoplanowej w serialu dramatycznym oraz dwie dla najlepszej aktorki drugoplanowej w tego rodzaju serialu (wynikało to z faktu, iż jej postać była różnie klasyfikowana w poszczególnych sezonach tej produkcji).
Od 2013 roku występuje w serialu komediowym Mamuśka, za który otrzymała dwie nagrody Emmy.
Za rolę LaVony Golden w filmie Jestem najlepsza. Ja, Tonya została nagrodzona Złotym Globem w kategorii „Najlepsza drugoplanowa aktorka”.

## Filmografia
- 2023: Twórca (The Creator) jako Colonel Howell. Film s-f
- 2023: The Diplomat jako Grace Penn. Thriller polityczny (serial Netflix)
- 2022: The People We Hate at the Wedding jako Donna. Komedia romantyczna (Amazon)
- 2022: Dla Leslie (To Leslie) jako Nancy. Dramat
- 2022: Lou jako Lou Adell. Thriller kryminalny (Netflix)
- 2021: Skandal w Hrabstwie Yuba (Breaking News in Yuba County) jako Sue Buttons, główna bohaterka. Czarna komedia
- 2020: Lazy Suzan jako Velvet Swensen. Komedia
- 2019: Bad Education jako Pam Gluckin. Dramat kryminalny
- 2019: Gorący temat (Bombshell) jako Susan Estrich
- 2017: Jestem najlepsza. Ja, Tonya jako LaVona Golden, matka Tonyi Harding
- 2016: Dziewczyna z pociągu jako detektyw Riley
- 2016: Tytuł do praw jako Margo
- 2016: Osobliwy dom pani Peregrine jako dr Golan
- 2014: Scenariusz na miłość jako Mary Weldon
- 2013-2018: Mamuśka jako Bonnie Plunkett
- 2011: Służące jako Charlotte Phelan
- 2008: Fineasz i Ferb jako Charlene Dundersztyc
- 2007: Lakier do włosów jako Prudy Pingleton
- 2007: Juno jako Bren
- 2006: Skok przez płot jako Gladys
- 2005: Trawka jako panna Greenstein
- 2005: Miłego dnia? jako pani Stiffle
- 2005: Powrót do klasy jako Alice
- 2004: Zimowe przesilenie jako Molly Ripkin
- 2003: Dwóch i pół jako Beverly
- 2003: Uwierz w miłość jako Lydia Martin
- 2003: Chicken Party jako Barbara Strasser
- 2003: Gdzie jest Nemo? jako Brzoskwinka (głos)
- 2002: Godziny jako Sally
- 2001: Jak to dziewczyny jako Kathy McCormack
- 2000: Siostra Betty jako Lyla Branch
- 1999: Zabójcza piękność jako Loretta
- 1999-2006: Prezydencki poker jako Claudia Jean 'C.J.' Cregg
- 1999: Dłużnicy
- 1999: American Beauty jako Barbara Fitts
- 1999: Zakochana złośnica jako pani Perky
- 1998: Barwy kampanii jako panna Walsh
- 1998: Moja miłość jako Constance Miller
- 1998: Celebrity jako Evelyn Isaacs
- 1998: Oszuści jako Maxine 'Maxi'
- 1998: Sześć dni, siedem nocy jako Marjorie
- 1998: David i Lisa jako Alix
- 1997: Julian Po jako Lilah Leech
- 1997: Burza lodowa jako Dot Halford
- 1997: Części intymne jako Dee Dee
- 1997: Anita Liberty jako Ginekolog
- 1997: Po pierwsze nie szkodzić jako dr Melanie Abbasac

## Nagrody
- Nagroda Akademii Filmowej Najlepsza aktorka drugoplanowa: 2018 Jestem najlepsza. Ja, Tonya
- Nagroda Emmy
  - Najlepsza drugoplanowa aktorka w serialu komediowym: 2014: Mamuśka
  - 2013: Mamuśka
  - Najlepsza pierwszoplanowa aktorka w serialu dramatycznym: 2003: Prezydencki poker
  - 2001: Prezydencki poker
  - Najlepsza drugoplanowa aktorka w serialu dramatycznym: 2000: Prezydencki poker
  - 1999: Prezydencki poker
- Złoty Glob Najlepsza drugoplanowa aktorka: 2017: Jestem najlepsza. Ja, Tonya
- Nagroda Gildii Aktorów Ekranowych
  - Wybitny występ zespołu aktorskiego w filmie kinowym: 2011: Służące
  - 1999: American Beauty
  - Wybitny występ aktorki w serialu dramatycznym: 2001: Prezydencki poker
  - 2000: Prezydencki poker
  - Wybitny występ zespołu aktorskiego w serialu dramatycznym: 2001: Prezydencki poker
  - 2000: Prezydencki poker